# Tractat de Nanjing
El Tractat de Nanjing o Tractat de Nanking  (xinès tradicional: 南京條約, xinès simplificat: 南京条约, pinyin: Nánjīng Tiáoyuē), signat el 29 d'agost de 1842, va ser un tractat abusiu que va marcar el final de la Primera Guerra de l'Opi entre l'Imperi Britànic i la dinastia Qing, iniciada el 1839.
Arran de la derrota militar de la Xina i amb els vaixells de guerra britànics a punt d'atacar la ciutat, representants dels imperis britànic per una banda i de la dinastia Qing per l'altre, van negociar a bord de HMS Cornualla (1813), ancorat a Nanjing. El 29 d'agost de 1842, Sir Henry Pottinger, representant l'imperi britànic, i Qiying, Ilibu i Niujian, com a representants xinesos, van signar el Tractat de Nanjing. El tractat consistia en tretze articles i va ser ratificat per la reina Victòria i l'emperador Daoguang nou mesos més tard. Com va assenyalar un historiador, el "més irònic és que l'opi, la causa immediata de la guerra, ni tan sols va ser esmentat.

## Termes

### Comerç exterior
El propòsit fonamental del tractat era canviar el marc del comerç exterior que havia estat en vigor des de 1757, conegut com sistema de Canton. El tractat va abolir el monopoli de les tretze fàbriques sobre el comerç exterior a Canton (article V) i en el seu lloc es van obrir cinc ports per al comerç: Canton (fins a 1949), Amoy (fins a 1930), Foochow (Fuzhou), Ningpo (Ningbo) i Xangai (fins a 1949), on als britànics se’ls permetria el lliure comerç. Els britànics també van obtenir el dret de nomenar cònsols en aquests ports, els quals tenien dret de comunicar-se directament amb els oficials xinesos locals (article II). El tractat estipulava també que el comerç en aquests ports havia d'estar subjecte a uns aranzels fixos, les quals s'havien d'acordar entre britànics i xinesos (article X).

### Compensacions i desmobilització
La dinastia Qing va haver de pagar al govern britànic 6 milions de dòlars de plata en compensació per l'opi que havia estat confiscat per Lin Zexu el 1839 (article IV), 3 milions de dòlars en compensació per l'endeutament que els comerciants Hong de Canton tenien amb els comerciants britànics (Article V), i més de 12 milions de dòlars en compensació pel cost de la guerra (article VI). La suma total de 21 milions de dòlars havia de ser pagada en quotes durant més de tres anys i el govern Qing hauria de suportar un recàrrec d'un cinc per cent d'interès anual pels imports no satisfets dins del període estipulat (article VII).
El govern Qing assumiria el compromís d'alliberar tots el presoners de guerra britànics (article VIII) i dictar una amnistia general per tot els xinesos que havien cooperat amb els britànics durant la guerra(article IX).
Els britànics per la seva part, assumien el compromís de retirar totes les seves tropes de Nanjing i del Gran Canal de Jing-Hang després que l'emperador hagués donat el seu consentiment al tractat i haguessin rebut el pagament dels diners de la primera quota (article XII). Les tropes britàniques romandrien a Gulangyu i Zhoushan fins que el govern Qing hagués pagat per complet les compensacions (article XII).

### Cessió de Hong Kong
El govern Qing va acordar la cessió a perpetuïtat de l'illa de Hong Kong, com a Colònia de la Corona, a la reina britànica amb la finalitat de proporcionar als comerciants britànics un port on poder descarregar les seves mercaderies (Article III). Més tard, el 26 de juny de 1843, Sir Henry Pottinger va ser nomenat primer governador de Hong Kong.
El 1860, la colònia es va estendre amb l'adquisició de la península de Kowloon i el 1898, la Convenció de Pequín va ampliar encara més la colònia amb l'arrendament de 99 anys dels Nous territoris. El 1984, els governs del Regne Unit i la República Popular de la Xina van signar la Declaració Conjunta Sino-Britànica, en virtut de la qual la sobirania dels territoris arrendats, juntament amb l'illa de Hong Kong i la península de Kowloon, cedits en virtut de la Convenció de Pequín (1860), seria transferida a la República Popular de la Xina l'1 de juliol de 1997.

## Repercussions i llegat
Atès que el Tractat de Nanjing era breu i amb estipulacions generals, els representants britànics i xinesos va acordar signar un tractat suplementari amb la finalitat d'elaborar normes més detallades per a les relacions. El 3 d'octubre de 1843, es va signar un tractat addicional, el Tractat de la Boga, signat a Bocca Trigris, als afores de Canton..
Malgrat tot, els tractats de 1842 i 1843 van deixar diverses qüestions pendents. En particular, no van resoldre la situació dels comerç d'opi. Encara que el Tractat de Wanghia (un tractat entre la xina i els Estats Units, signat el 1844) explícitament prohibia als nord-americans la venda d'opi, el comerç tant dels britànics com nord-americans va continuar, atès que només estava subjecte al control legal dels cònsols dels seus països. El comerç d'opi va ser legalitzat més tard al Tractat de Tianjin, el qual la Xina va signar a la conclusió de la Segona Guerra de l'Opi.
El Tractat de Nanjing va suposar la fi de l'antic Sistema Cantonès (un sistema de control del comerç) i va crear un nou marc per les relacions exteriors i el comerç d'ultramar de la Xina, que duraria gairebé un centenar d'anys. El més injuriós van ser els aranzels fixats, l'extraterritorialitat, i les disposicions a les nacions més afavorides. Aquest es va admetre en part per conveniència i en part perquè els funcionaris Qing encara no sabien dret internacional i no van entendre les conseqüències a llarg termini. L'aranzel fix al 5% era superior a l'aranzel existent, el concepte d'extraterritorialitat semblava que posava la càrrega de la mateixa policia sobre els estrangers, i el tracte de nació més afavorida semblava posar als estrangers uns contra els altres. Tot i que la Xina va recuperar l'autonomia aranzelària a la dècada de 1920, l'extraterritorialitat no es va abolir oficialment fins a 1943.